# 우시고메카구라자카역
우시고메카구라자카역(일본어: 牛込神楽坂駅, うしごめかぐらざかえき)은 일본 도쿄도 신주쿠구에 있는 철도역이다. 역 번호는 E 05이다.

## 타는 곳
섬식 승강장 1면 2선 지하역, 개찰구는 1개소.
측벽에 진한 회색의 타일, 승강장의 마루와 계단 외벽 아래에 주황색의 타일을 베푸는 등, 승강장은 가구라자카 다운 마무리가 되어 있다.
| 1 | ○ 도영 지하철 오에도 선 | 도초마에 방면 (네리마・히카리가오카 방면과 롯폰기・다이몬 방면은 도초마에역에서 환승) |
| 2 | ○ 도영 지하철 오에도 선 | 이다바시・료고쿠 방면                                                                 |

## 이용 가능 철도 노선
- 도쿄 도 교통국
  - ○ 오에도 선

## 이용 현황
- 2008년도의 1일 평균 승차 인원 12,797명.

## 역 주변
- 실용영어기능검정시험
- 아디다스 본사
- 모스버거 본사
- 도쿄 이과대학
- 도에이 애니메이션
- 신초샤
- 도쿄 지하철 도자이 선 가구라자카 역

## 역사
- 2000년 12월 12일: 영업 개시.

## 인접역
| 도쿄 도 교통국 12호선 오에도 선     | 도쿄 도 교통국 12호선 오에도 선 | 도쿄 도 교통국 12호선 오에도 선 |
| ----------------------------------- | ------------------------------- | ------------------------------- |
| E 04 우시고메야나기초 도초마에 방면 | 오에도 선                       | E 06 이다바시 히카리가오카 방면 |